# Sigma Alpha Mu
Sigma Alpha Mu (ΣΑΜ), también conocida como "Sammy", es una hermandad estudiantil universitaria de los Estados Unidos. La asociación fue fundada en Nueva York en 1909. Aunque inicialmente empezó siendo una organización judía, desde el año 1953, jóvenes de cualquier religión pueden ser admitidos como miembros de la fraternidad. La asociación tenía inicialmente su cuartel general en Nueva York, pero la fraternidad nacional movió su sede a Indianápolis, en Indiana. Desde su creación, Sigma Alpha Mu ha iniciado a más de 63.000 miembros en más de 120 capítulos y colonias a través de los Estados Unidos y Canadá.